# Dvd-box

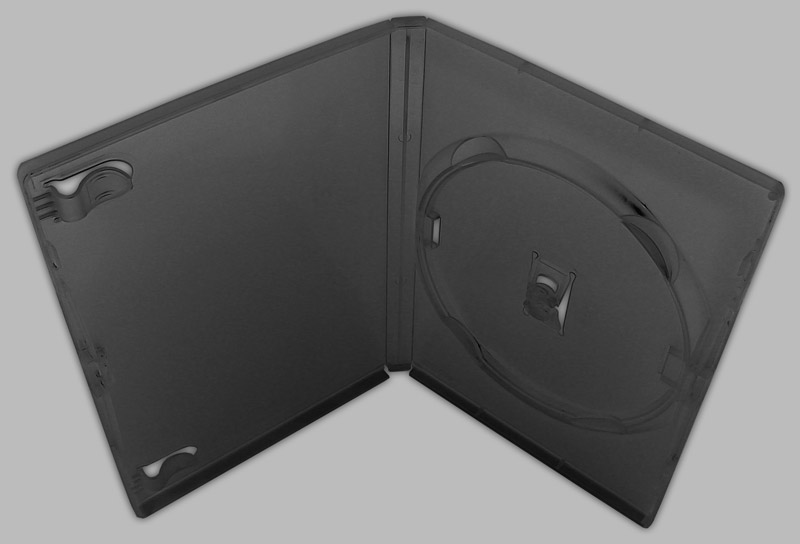
Voorbeeld van een geopend dvd-doosje

Een dvd-box is de plastic beschermdoos waarin een enkele dvd meestal wordt opgeborgen.

## Kenmerken
Een dvd-box bestaat meestal uit een zwartplastic omhulsel dat opengeklapt kan worden.  Aan de buitenkant kan er een papieren cover in worden geschoven.  Binnenin kan aan de rechterkant een dvd in de doos geklikt worden.  Aan de linkerkant kan vaak een boekje of handleiding in de doos geschoven worden.
Tegenwoordig worden behalve video-dvd's ook steeds meer software- en spel-cd's en -dvd's in de dvd-box verkocht, waar deze vroeger vaak in een jewelcase verkocht werden.  Beschrijfbare dvd's worden soms ook verkocht in een jewelcase, soms in dvd-box en vaak ook op een spindel.

## Afmetingen
Een normale dvd-box is dichtgeklapt 192 x 137 x 14 millimeter. De dvd-insert (cover) kan maximaal 184 x 274 millimeter zijn - dit verschilt soms iets per fabrikant. De hoogte is afgeleid van boxen waarin dvd's worden opgeborgen.

## Verzamelbox

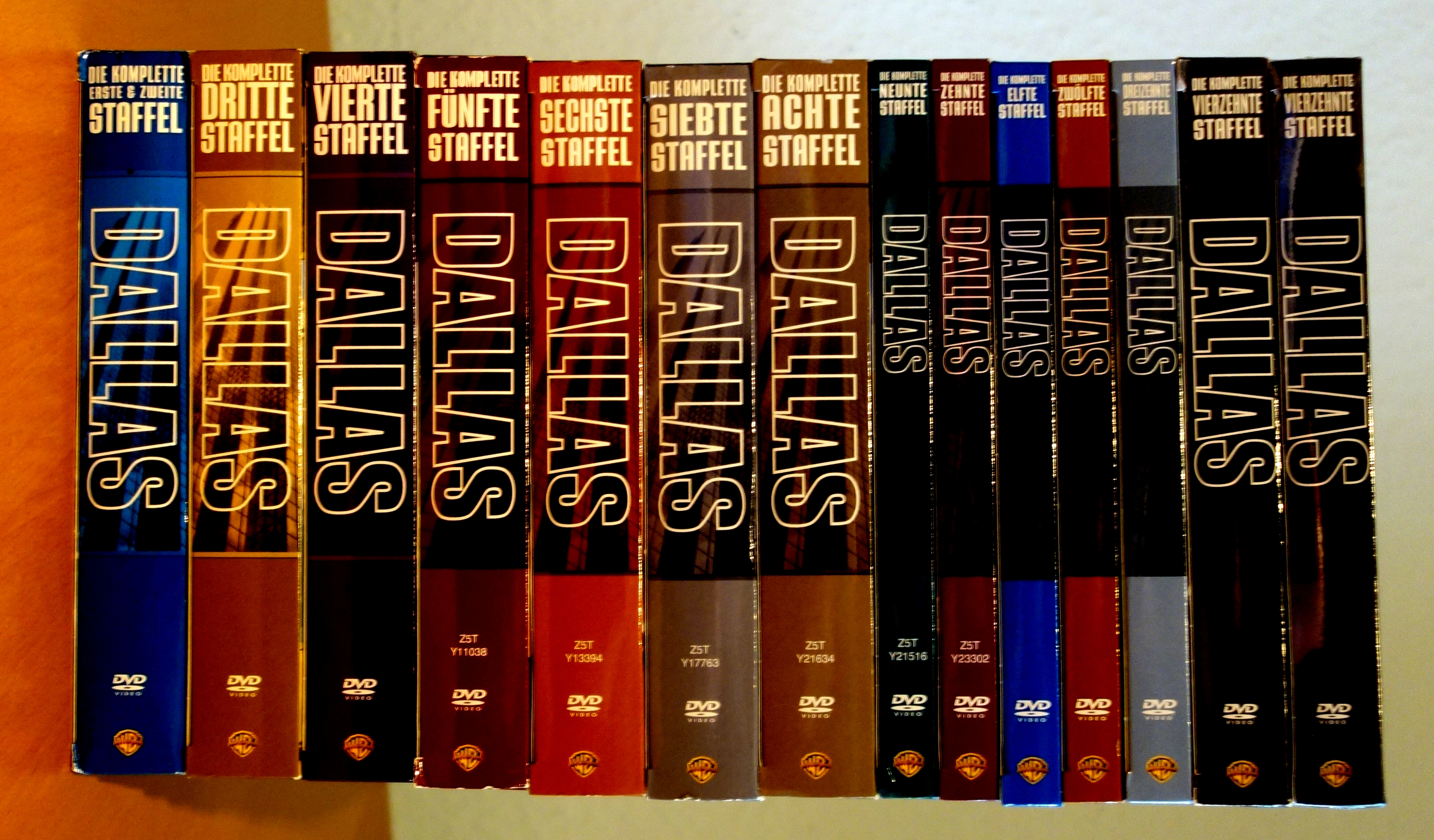
Verzamelboxen van de televisieserie Dallas

De naam dvd-box wordt ook gebruikt voor een verzameling dvd's, bijvoorbeeld alle afleveringen van een televisieserie.  Deze worden dan vaak juist in speciale luxere kartonnen bewaardozen opgeborgen.